# La prima vacanza non si scorda mai
La prima vacanza non si scorda mai (Premiers vacances) è un film del 2019 diretto da Patrick Cassir.
In Italia il film è stato distribuito nelle sale il 20 giugno 2019.

## Trama
Marion e Ben sono due ragazzi in cerca dell'amore, un giorno si iniziano a scrivere su Tinder e decidono di uscire insieme una sera. Questo è tutto ciò che hanno in comune; ma gli opposti si attraggono e dopo aver fatto sesso durante la notte, alla mattina presto decidono di andare in vacanza insieme, nonostante le perplessità dei loro entourage. Partiranno finalmente per la Bulgaria, a metà strada verso le loro mete da sogno: Beirut per Marion, Biarritz per Ben. Senza un piano preciso e con concezioni molto diverse su cosa dovrebbe essere una vacanza da sogno, tra la voglia di improvvisazione ed avventura di lei e la pretesa di comfort e vita in hotel e SPA di lui, si svilupperà una vacanza tra gag comiche e litigi.